# Veghea
Veghea este un film românesc din 2004 regizat de Dinu Petrescu.